# Daihatsu A
Daihatsu A — серия двухцилиндровых поршневых двигателей внутреннего сгорания, разработанных компанией Daihatsu с помощью Toyota. Приводимые в движение бензином, двигатели имеют чугунные блоки цилиндров и алюминиевые головки блока цилиндров, которые имеют клапанный механизм OHC и распределительный вал с ременным приводом. Двигатели также имели двойные балансировочные валы, которые обеспечивали плавность хода, эквивалентную традиционному четырёхцилиндровому двигателю.
Двигатели Daihatsu A были разработаны с некоторой поспешностью в целях замены двухтактных двигателей «ZM», которые применялись в кей-карах Daihatsu более ранних выпусков. Первый двигатель серии A, представленный в мае 1976 года — AB10. В конце концов, выпускалась даже версия с турбонаддувом. В 1985 году двигатель AB был заменён трёхцилиндровым двигателем EB.

## AB (547 см3)
AB — двигатель объёмом 0,55 л (547 см3). Первоначально устанавливался на Fellow Max 550, а позже стал применяться во всех кей-карах Daihatsu. Диаметр цилиндра составляет 71,6 мм, а ход поршня — 68 мм. Двигатель AB20 устанавливался на португальский городской автомобиль Entreposto Sado 550, около 500 экземпляров из которых было выпущено в начале 1980-х годов. Некоторое время двигатель AB10 применялся в Suzuki Fronte 7-S, поскольку двухтактные двигатели Suzuki не могли соответствовать более строгим требованиям к выбросам. 
Двигатели, предназначенные для установки на автомобили в вертикальном положении, обозначались индексом AB10, в то время как двигатели, предназначенные для установки на автомобили в горизонтальном положении, обозначались индексом AB20. AB55 — версия AB20 с турбокомпрессором. В конце 1970-х годов двигатель мощностью 6,6 кВт (9 л. с.) при 2900 об/мин и крутящим моментом 27 Н⋅м при 2000 об/мин был установлен на вилочный погрузчик Toyota FG5 массой 500 кг. 
Применения: 
- 05.1976—06.1977 Daihatsu Fellow Max 550 (L40/L40V)
- 06.1977—06.1980 Daihatsu Max Cuore/Cuore (L45/L40V)
- 06.1980—08.1985 Daihatsu Cuore/Mira (L55/L55V)
- 04.1976—04.1980 Daihatsu Hijet (S40)
- 04.1977—04.1981 Daihatsu Hijet (S60)
- 1982—1984 Sado 550 (Португалия)
- 06.1977—1978 Suzuki Fronte 7-S (SS11)

| Название и компоновка | Название и компоновка | Мощность | Мощность | Мощность   | Крутящий момент | Крутящий момент | Крутящий момент | Крутящий момент | Стандарт | Степень сжатия | Топливная система | Категория | Применения                                                                | Примечания |
| Название и компоновка | Название и компоновка | кВт      | л.с.     | при об/мин | кг·м            | Н·м             | фунт·фут        | при об/мин      | Стандарт | Степень сжатия | Топливная система | Категория | Применения                                                                | Примечания |
| --------------------- | --------------------- | -------- | -------- | ---------- | --------------- | --------------- | --------------- | --------------- | -------- | -------------- | ----------------- | --------- | ------------------------------------------------------------------------- | --- |
| AB-10                 | 4 клапана SOHC        | 21       | 28       | 6000       | 3,9             | 38              | 28              | 3500            | JIS      | 8,7            | Карбюратор        | ●         | Fellow Max 550 (L40/L40V), Max Cuore (L45/L40V), Suzuki Fronte 7-S (SS11) | |
| AB-30                 | 4 клапана SOHC        | 21       | 29       | 6000       | 4,0             | 39              | 29              | 3500            | JIS      | 9,2            | Карбюратор        | –         | Cuore Van (L40V), [Max] Cuore (L40, экспорт) Mira/Mira Cuore (L55V)       | Коммерческие и экспортные модели                                                                                 |
| AB-30                 | 4 клапана SOHC        | 19       | 26       | 6000       | 3,8             | 37              | 27              | 3500            | DIN      | 9,2            | Карбюратор        | –         | Cuore Van (L40V), [Max] Cuore (L40, экспорт) Mira/Mira Cuore (L55V)       | Коммерческие и экспортные модели                                                                                 |
| AB-30                 | 4 клапана SOHC        | 23       | 31       | 6000       | 4,2             | 41              | 30              | 3500            | JIS      | 9,2            | Карбюратор        | ●         | Cuore (L45), Cuore (L55)                                                  | |
| AB-31                 | 4 клапана SOHC        | 22       | 30       | 6000       | 4,2             | 41              | 30              | 3500            | JIS      | 9,2            | Карбюратор        |           | Mira/Mira Cuore (L55V)                                                    | |
| AB                    | 4 клапана SOHC        | 20       | 27       | 6000       | 4,5             | 44              | 33              | 3500            | DIN      | 9,2            | Карбюратор        | –         | Cuore Van (L40V), Mira/Mira Cuore (L55V)                                  | Экспортные модели                                                                                                |
| AB-35                 | 4 клапана SOHC        | 30       | 41       | 6000       | 5,7             | 56              | 41              | 2500            | JIS      | 8,2            | Турбонаддув       | –         | Mira Turbo (L55V)                                                         | Турбокомпрессор IHI                                                                                              |
| AB-20                 | 4 клапана SOHC        | 21       | 28       | 5500       | 4,0             | 39              | 29              | 3500            | JIS      | 9,2            | Карбюратор        | –         | Hijet 550 (S40), Hijet Wide 550 (S60), Sado 550                           | |
| AB-20                 | 4 клапана SOHC        | 21       | 28       | 5500       | 4,2             | 41              | 30              | 3500            | JIS      | 9,2            | Карбюратор        | –         | Hijet 550 (S65/66), Hijet Atrai (S65/66, 04.1981—03.1982)                 | |
| AB-20                 | 4 клапана SOHC        | 21       | 29       | 5500       | 4,5             | 44              | 33              | 3500            | JIS      | 9,2            | Карбюратор        | –         | Hijet 550 (S65/66, 04.1982)                                               | |
| AB-50                 | 4 клапана SOHC        | 21       | 29       | 5500       | 4,4             | 43              | 32              | 3500            | JIS      |                | Карбюратор        | ●         | Hijet Atrai (S65/66, 04.1982—09.1983)                                     | Горизонтальное расположение двигателя, регулирование норм выбросов загрязняющих веществ для легковых автомобилей |
| AB-51                 | 4 клапана SOHC        | 21       | 29       | 5300       | 4,5             | 44              | 33              | 3500            | JIS      |                | Карбюратор        | ●         | Atrai (S65/66, 09.1983—03.1986)                                           | Модифицированный карбюратор, улучшенная система зажигания                                                        |
| AB-55                 | 4 клапана SOHC        | 29       | 39       | 5500/5300  | 5,9             | 58              | 43              | 3000            | JIS      |                | Турбонаддув       | ●         | Atrai Turbo (S65/66, 10.1983—03.1986)                                     | Максимальная мощность на низких оборотах (с 02.1984)                                                             |

## AD (617 см3)
AD — версия двигателя AB объёмом 0,62 л (617 см3). Из-за больших размеров двигатель не соответствует правилам кей-каров. Он предназначался только для экспортных рынков. Из продукции Daihatsu только Cuore (часто называемый «Domino» на экспортных рынках) был оснащён двигателем AD. Диаметр цилиндра составляет 76 мм, а ход поршня — 68 мм. Двигатель устанавливался на Innocenti Mini 650, выпускавшийся с ноября 1984 по ноябрь 1987 года.